# Shaun Hill
Shaun Christopher Hill (* 9. Januar 1980 in Parsons, Kansas) ist ein US-amerikanischer American-Football-Spieler auf der Position des Quarterbacks. Er spielt bei den Minnesota Vikings in der National Football League (NFL).

## Frühere Jahre
Hill spielte während seiner Zeit an der High School neben Quarterback auch zwei Jahre als Safety. Seine ersten beiden Jahre am College spielte Hill am Hutchinson Community College als Quarterback. Dann wechselte er für die letzten beiden Jahre an die University of Maryland. 2002 spielte Hill mit seinem Team im Orange Bowl und belegte am Ende der Saison den zehnten Platz aller Colleges.

## Profi-Karriere

### Minnesota Vikings
Hill meldete sich zum NFL Draft 2002 an, wurde jedoch von keinem Team ausgewählt. Später bekam er von den Minnesota Vikings einen Vertrag als Rookie Free Agent. 2003 gab man Hill in die NFL Europe zu den Amsterdam Admirals ab, damit er Spielpraxis bekam. Hill spielte ein Jahr in Amsterdam und ging dann zurück zu den Vikings.

### San Francisco 49ers
Ab der Saison 2006 spielte Hill für die San Francisco 49ers, wo er dann auch sein erstes Spiel als Starting-Quarterback in der NFL machte. 2007 war Hill in zwei von drei Spielen Starting-Quarterback der 49ers. In der nächsten Saison bekam Hill deutlich mehr Spielanteile und startete in acht von neun Spielen. Vor der Saison 2009 gab der neue Head Coach der 49ers bekannt, dass man in die Saison mit Hill als Starter gehen würde. Er zeigte in der Zeit keine gute Leistung und war in sechs Spielen Starter, wurde dann aber von Alex Smith ersetzt.

### Detroit Lions
Im März 2010 gaben die Lions bekannt, Hill einen Zweijahresvertrag als Backup für Quarterback Matthew Stafford zu geben.

### St. Louis Rams
Am 26. März 2014 unterschrieb Shaun einen Einjahresvertrag bei den St. Louis Rams. In der Saisonvorbereitung verletzte sich Sam Bradford, der Starting-Quarterback der Rams, am Knie, was für ihn das vorzeitige Ende der Saison bedeutete. Hill rückte dadurch zu Saisonbeginn in die Startformation der Rams.

### Minnesota Vikings
Am 10. März 2015 unterschrieb er einen Vertrag bei den Minnesota Vikings, wo er als Backup für Teddy Bridgewater eingesetzt wurde.